# Grand Prix na Żużlu 1998
Grand Prix IMŚ na Żużlu 1998 (SGP) – to czwarty sezon rozstrzygania tytułu najlepszego żużlowca na świecie w formule Grand Prix. W sezonie 1998 22 żużlowców zmaga się o tytuł podczas 6 rund.

## Zasady
Już po trzech latach obowiązywania nowych zasad wyłaniania mistrza świata w formie cyklu Grand Prix zreformowano zasadę ich odbywania. Zrezygnowano z dotychczasowej dwudziestobiegówki zastępując nowatorskimi zasadami opartymi na tzw. systemie nokautowym.
Pierwsza część zawodów (biegi 1-10) nazwano Turniejem eliminacyjnym, który był wstępem do Turnieju głównego (biegi 11-20). Zawody kończyły się czterema biegami finałowymi (dwa półfinały, finał pocieszenia – Mały Finał, oraz Dużym Finałem).
W turnieju głównym rozstawiono najlepszą ósemkę z poprzedniego sezonu (w pierwszym turnieju), a od następnego najlepszą ósemkę z poprzedniej eliminacji (spośród stałych uczestników).
Zarówno w turnieju eliminacyjnym, jak i w turnieju głównym dwa słabsze biegi (trzecie lub czwarte miejsce) oznaczało odpadnięcie z turnieju i otrzymanie stosownej liczby punktów (w zależności od zajętego miejsca).
Do Grand Prix 1999 bezpośrednio kwalifikowała się czołowa ósemka, pozostali stali uczestnicy wystartowali w Grand Prix Challenge.

### Punkty GP
Klasyfikacja generalna Grand Prix tworzona jest na podstawie zdobytych punktów Grand Prix. W związku ze zmianą tabeli biegowej i zwiększeniem liczby uczestników, zmieniono premie punktowe za zajęcie miejsc w klasyfikacji końcowej turniejów.
Zawodnicy, którzy kończyli rywalizację w turnieju eliminacyjnym zajmowali miejsca 17-24. Kończąc zawody na turnieju głównym zostało się sklasyfikowanym na miejscach 9-16. Miejsca czołowej ósemki były zarezerwowane dla uczestników biegów finałowych.
Miejsca 9-24 były parami sobie równe (tzn. dwóch zawodników kończyło rywalizację z tą samą liczbą punktów. Na wyższym miejscu sklasyfikowany był ten zawodnik, który miał niższy numer startowy.
| miejsce | 1  | 2  | 3  | 4  | 5  | 6  | 7  | 8  | 9 | 10 | 11 | 12 | 13 | 14 | 15 | 16 | 17 | 18 | 19 | 20 | 21 | 22 | 23 | 24 |
| ------- | -- | -- | -- | -- | -- | -- | -- | -- | - | -- | -- | -- | -- | -- | -- | -- | -- | -- | -- | -- | -- | -- | -- | -- |
| punkty  | 25 | 20 | 18 | 16 | 15 | 14 | 12 | 10 | 8 | 8  | 7  | 7  | 6  | 6  | 5  | 5  | 4  | 4  | 3  | 3  | 2  | 2  | 1  | 1  |

## Zawodnicy
W związku z reformą tabeli biegowej (nowatorski pomysł z zastosowaniem tzw. systemu nokautowego) zwiększono liczbę uczestników danego turnieju do 24. Postanowiono, że stałych uczestników będzie 21 (i trzy dzikie karty).

### Stali uczestnicy
| (1) Greg Hancock – Mistrz Świata 1997 (2) Billy Hamill – Wicemistrz Świata 1997 (3) Tomasz Gollob – II Wicemistrz Świata 1997 (4) Tony Rickardsson – 4. miejsce w GP 1997 (5) Mark Loram – 5. miejsce w GP 1997 (6) Brian Andersen – 6. miejsce w GP 1997 (7) Hans Nielsen – 7. miejsce w GP 1997 (8) Jimmy Nilsen – 8. miejsce w GP 1997 (9) Ryan Sullivan – 1. miejsce w Finale Interkontynentalnym 1997 (10) Jason Crump – 2. miejsce w Finale Interkontynentalnym 1997 (11) Armando Castagna – 1. miejsce w Finale Kontynentalnym 1997 (12) Zoltán Adorján – 2. miejsce w Finale Kontynentalnym 1997 | (13) Piotr Protasiewicz – 1. miejsce w GP Challenge 1997 (14) Stefan Dannö – 2. miejsce w GP Challenge 1997 (15) Leigh Adams – 3. miejsce w GP Challenge 1997 (16) Craig Boyce – 4. miejsce w GP Challenge 1997 (17) Andy Smith – 5. miejsce w GP Challenge 1997 (18) Chris Louis – 6. miejsce w GP Challenge 1997 (19) Henrik Gustafsson – 7. miejsce w GP Challenge 1997 (20) Sebastian Ułamek – 8. miejsce w GP Challenge 1997 (21) Jesper B. Jensen – Mistrz Świata Juniorów 1997 (22) dzika karta (23) dzika karta (24) dzika karta |

### Dzikie karty
| 1. GP Czech: 2. GP Niemiec: 3. GP Danii: 4. GP Wielkiej Brytanii: 5. GP Szwecji: 6. GP Polski: | (22) Antonín Kasper Jr. (22) Gerd Riss (22) Brian Karger (22) Antonín Kasper Jr. (22) Antonín Kasper Jr. (22) Antonín Kasper Jr. | (23) Bohumil Brhel (23) Robert Barth (23) Antonín Kasper Jr. (23) Joe Screen (23) Peter Karlsson (23) Robert Dados | (24) Gerd Riss (24) Antonín Kasper Jr. (24) Lars Gunnestad (24) Martin Dugard (24) Lars Gunnestad (24) Jacek Gollob |

### Stali rezerwowi
(25)  Peter Karlsson (GP Czech i GP Niemiec)
(27)  Jacek Krzyżaniak (GP Niemiec)

## Terminarz i wyniki
Sezon 1998 składał się z 6 rund, które odbyły się w sześciu krajach.
| Lp. | Data        | Grand Prix        | Stadion          | Miasto    | Zwycięzca        |        |
| --- | ----------- | ----------------- | ---------------- | --------- | ---------------- | ------ |
| 1   | 15 maja     | Czech             | Stadion Markéta  | Praga     | Tony Rickardsson | Wyniki |
| 2   | 6 czerwca   | Niemiec           | Rottalstadion    | Pocking   | Tony Rickardsson | Wyniki |
| 3   | 19 lipca    | Danii             | Speedway Center  | Vojens    | Hans Nielsen     | Wyniki |
| 4   | 7 sierpnia  | Wielkiej Brytanii | Coventry Stadium | Coventry  | Jason Crump      | Wyniki |
| 5   | 28 sierpnia | Szwecji           | Motorstadium     | Linköping | Tony Rickardsson | Wyniki |
| 6   | 18 września | Polski            | Stadion Polonii  | Bydgoszcz | Tomasz Gollob    | Wyniki |

## Klasyfikacja końcowa
| Poz | Zawodnik                        | CZE | GER | DEN | GBR | SWE | POL | Punkty   |
| --- | ------------------------------- | --- | --- | --- | --- | --- | --- | -------- |
| 1   | (4) Tony Rickardsson            | 25  | 25  | 18  | 8   | 25  | 10  | 111      |
| 2   | (8) Jimmy Nilsen                | 18  | 20  | 8   | 20  | 15  | 18  | 99       |
| 3   | (3) Tomasz Gollob               | 16  | 16  | 8   | 18  | 14  | 25  | 97       |
| 4   | (7) Hans Nielsen                | 8   | 12  | 25  | 7   | 8   | 16  | 76       |
| 5   | (18) Chris Louis                | 15  | 8   | 20  | 6   | 20  | 6   | 75       |
| 6   | (1) Greg Hancock                | 6   | 10  | 14  | 15  | 16  | 8   | 69       |
| 7   | (9) Ryan Sullivan               | 12  | 7   | 3   | 16  | 10  | 20  | 68       |
| 8   | (10) Jason Crump                | 3   | 3   | 16  | 25  | 7   | 8   | 62 + 3   |
| 9   | (2) Billy Hamill                | 20  | 18  | 6   | 12  | 5   | 1   | 62 + ns* |
| 10  | (5) Mark Loram                  | 6   | 7   | 10  | 7   | 8   | 14  | 52       |
| 11  | (15) Leigh Adams                | 10  | 6   | 4   | 4   | 12  | 15  | 51       |
| 12  | (22, 23, 24) Antonín Kasper Jr. | 7   | 4   | 15  | 14  | 3   | 7   | 50       |
| 13  | (14) Stefan Dannö               | 14  | 6   | 7   | 10  | 5   | 7   | 49       |
| 14  | (17) Andy Smith                 | 2   | 14  | 5   | 4   | 6   | 12  | 43       |
| 15  | (19) Henrik Gustafsson          | 8   | 15  | 6   | 6   | 2   | 6   | 43       |
| 16  | (6) Brian Andersen              | 5   | –   | 7   | 8   | 7   | 4   | 31       |
| 17  | (23, 25) Peter Karlsson         | 1   | 8   | –   | –   | 18  | –   | 27       |
| 18  | (11) Armando Castagna           | 1   | 5   | 3   | 3   | 6   | 5   | 23       |
| 19  | (12) Zoltán Adorján             | 7   | 5   | 2   | 3   | 1   | 3   | 21       |
| 20  | (12) Craig Boyce                | 3   | 4   | 1   | 1   | 4   | 5   | 18       |
| 21  | (13) Piotr Protasiewicz         | 2   | 1   | 5   | 2   | 3   | 3   | 16       |
| 22  | (21) Jesper B. Jensen           | 4   | –   | 1   | 5   | 2   | 2   | 14       |
| 23  | (22) Brian Karger               | –   | –   | 12  | –   | –   | –   | 12       |
| 24  | (20) Sebastian Ułamek           | –   | 1   | 2   | 1   | 4   | 2   | 10       |
| 25  | (22, 24) Gerd Riss              | 4   | 2   | –   | –   | –   | –   | 6        |
| 26  | (23) Bohumil Brhel              | 5   | –   | –   | –   | –   | –   | 5        |
| 27  | (23) Joe Screen                 | –   | –   | –   | 5   | –   | –   | 5        |
| 28  | (24) Lars Gunnestad             | –   | –   | 4   | –   | 1   | –   | 5        |
| 29  | (24) Jacek Gollob               | –   | –   | –   | –   | –   | 4   | 4        |
| 30  | (27) Jacek Krzyżaniak           | –   | 3   | –   | –   | –   | –   | 3        |
| 31  | (23) Robert Barth               | –   | 2   | –   | –   | –   | –   | 2        |
| 32  | (24) Martin Dugard              | –   | –   | –   | 2   | –   | –   | 2        |
| 33  | (23) Robert Dados               | –   | –   | –   | –   | –   | 1   | 1        |

* Billy Hamill nie przystąpił do barażu, z powodu kontuzji której nabawił się we wcześniejszej fazie zawodów w Bydgoszczy.